# Llista de municipis de Belize
Aquesta és la llista de municipis de Belize, que són dividits en tres classes: ciutats, viles (towns), i pobles (villages). Cada tipus té una forma de govern diferent definida en el títol VIII de les lleis de Belize.

## Ciutats i viles
En 2013 Belize tenia dues ciutats i set viles.
| Nom                     | Pop. (2010) | Districte   |
| ----------------------- | ----------- | ----------- |
| Ciutats                 |             |             |
| Belize City             | 65,042      | Belize      |
| Belmopan                | 13,351      | Cayo        |
| Viles                   |             |             |
| Benque Viejo del Carmen | 5,824       | Cayo        |
| Corozal Town            | 9,871       | Corozal     |
| Dangriga                | 9,026       | Stann Creek |
| Orange Walk Town        | 13,400      | Orange Walk |
| Punta Gorda             | 5,205       | Toledo      |
| San Ignacio             | 16,977      | Cayo        |
| San Pedro               | 13,381      | Belize      |

## Pobles
El 2013 hi havia 190 pobles reconeguts oficialment a Belize.

### Districte de Corozal
- Buena Vista
- Calcutta
- Caledonia
- Carolina
- Chan Chen
- Chunox
- Concepción
- Consejo
- Copper Bank
- Cristo Rey
- Libertad
- Louisville
- Paraíso
- Patchakan
- Progresso
- Ranchito
- San Andrés
- San Antonio
- San Joaquín
- San Narciso
- San Pedro
- San Román
- San Víctor
- Santa Clara
- Sarteneja
- Xaibe
- Yo Chen

### Districte d'Orange Walk
- August Pine Ridge
- Carmelita
- Chan Pine Ridge
- Douglas
- Fire Burn
- Guinea Grass
- Indian Church
- Nuevo San Juan
- Palmar
- San Antonio
- San Carlos
- San Estevan
- San Felipe
- San José
- San Lázaro
- San Luis
- San Pablo
- San Román
- Santa Cruz
- Santa Martha
- Tower Hill
- Trial Farm
- Trinidad
- Yo Creek

### Districte de Belize
- Bermudian Landing
- Biscayne
- Bomba
- Boston
- Burrell Boom
- Caye Caulker
- Corozalito
- Crooked Tree
- Double Head Cabbage
- Flowers Bank
- Freetown Sibun
- Gales Point
- Gardenia
- Gracie Rock
- Hattieville
- Isabella Bank
- La Democracia
- Ladyville
- Lemonal
- Lord's Bank
- Lucky Strike
- Mahogany Heights
- Maskall
- May Pen
- Rancho Dolores
- Rockstone Pond
- Sandhill
- Santana
- Scotland Halfmoon
- St. Ann's
- St. George's Caye
- St. Paul's Bank
- Western Paradise
- Willows Bank

### Districte de Cayo
- Arenal
- Armenia
- Billy White
- Blackman Eddy
- Buena Vista
- Bullet Tree Falls
- Calla Creek
- Camalote
- Cotton Tree
- Cristo Rey
- Duck Run I
- Duck Run II
- Duck Run III
- El Progresso
- Esperanza
- Franks Eddy
- Georgeville
- La Gracia
- Los Tambos
- More Tomorrow
- Ontario
- Roaring Creek
- San Antonio
- San Jose Succotz
- San Marcos
- Santa Familia
- Santa Teresita
- Selena
- St. Margaret
- St. Matthews
- Teakettle
- Unitedville
- Valley of Peace
- Yalbac

### Districte de Stann Creek
- Alta Vista
- George Town
- Hope Creek
- Hopkins
- Hummingbird Community
- Independence
- Maya Center
- Maya Mopan
- Middlesex
- Mullins River
- Placencia
- Pomona
- Red Bank
- Cowpen (San Juan)
- San Román
- Santa Cruz
- Santa Rosa
- Sarawee
- Seine Bight
- Silk Grass
- Sittee River
- Steadfast
- Valley Community

### Districte de Toledo
- Aguacate
- Barranco
- Bella Vista
- Big Falls
- Bladen
- Blue Creek
- Boom Creek
- Cattle Landing
- Conejo Creek
- Corazon Creek
- Crique Jute
- Crique Sarco
- Dolores
- Eldridgeville
- Forest Home
- Golden Stream
- Indian Creek
- Jacintoville
- Jalacte
- Jordan
- Laguna
- Mabil Ha
- Mafredi
- Medina Bank
- Midway
- Monkey River
- Na Luum Ca
- Otoxha
- Pueblo Viejo
- Punta Negra
- San Antonio
- San Benito Poite
- San Felipe
- San Jose
- San Lucas
- San Marcos
- San Miguel
- San Pablo
- San Pedro Columbia
- San Vicente
- Santa Ana
- Santa Cruz
- Santa Elena
- Santa Teresa
- Silver Creek
- Sunday Wood
- Trio
- Yemeri Grove